# Pat Costello
Bernard Patrick „Pat” Costello Jr (ur. 12 marca 1929 w Detroit, zm. 12 lipca 2014 w Harbor Springs) – amerykański wioślarz, srebrny medalista olimpijski.
Wystąpił w dwójkach podwójnych na igrzyskach olimpijskich w Helsinkach w 1952 roku, gdzie odpadł w repasażach półfinałowych. Na rozgrywanych cztery lata później igrzyskach olimpijskich w Melbourne wspólnie z Jimem Gardinerem zdobył w tej samej konkurencji srebrny medal. W wyścigu finałowym o 8,2 sekundy przegrali z osadą ZSRR, a o 5,2 sekundy wyprzedzili Australijczyków. 
Kilkukrotnie zdobywał mistrzostwo USA, w tym ósemkach w 1948, oraz dwójkach podwójnych i ósemkach w latach 1951-1958. 